# Joachim Heinrich Campe
Joachim Heinrich Campe, né le 29 juin 1746 à Deensen et mort le 22 octobre 1818 à Brunswick, est un écrivain, linguiste et pédagogue allemand.
Fils d’un marchand, Campe fit ses études à Helmstedt et Halle. Il fut le précepteur de la famille Humboldt et brièvement instruit Alexander et Wilhelm von Humboldt en 1775. Il fut quelque temps aumônier d’un régiment, mais, ne pouvant supporter le spectacle des horreurs de la guerre, il quitta cette carrière et se voua à l’éducation. Il dirigea à Dessau le célèbre philanthropinum, puis exerça à Hambourg. Il devint ensuite chanoine et conseiller des écoles à Brunswick, et se retira en 1805 pour s’occuper seulement de travaux littéraires. Il fonda à Brunswick une librairie d’éducation qui eut beaucoup de succès, et obtint ainsi une grande aisance. 
Il a écrit une foule de petits ouvrages pour l’enfance et la jeunesse, dont la plupart ont été traduits en français. On doit aussi à Campe d'utiles travaux sur la langue allemande.
Il fut proclamé citoyen français par l’Assemblée nationale législative le 26 août 1792.

## Principales œuvres
- Robinson Crusoé en dialogues, qui eut plus de 40 éditions ;
- La Découverte de l’Amérique pour l’instruction et l’amusement des jeunes gens, En Suisse, chez les Libraires associés, 1784 (publié d'abord en allemand en 1782)[2] ;
- la Petite-Bibliothèque des enfants ;
- Théophron ou le Guide des jeunes gens, 1829-1832